# 法納戈里亞島
62°26′03″S 60°09′46″W / 62.43417°S 60.16278°W

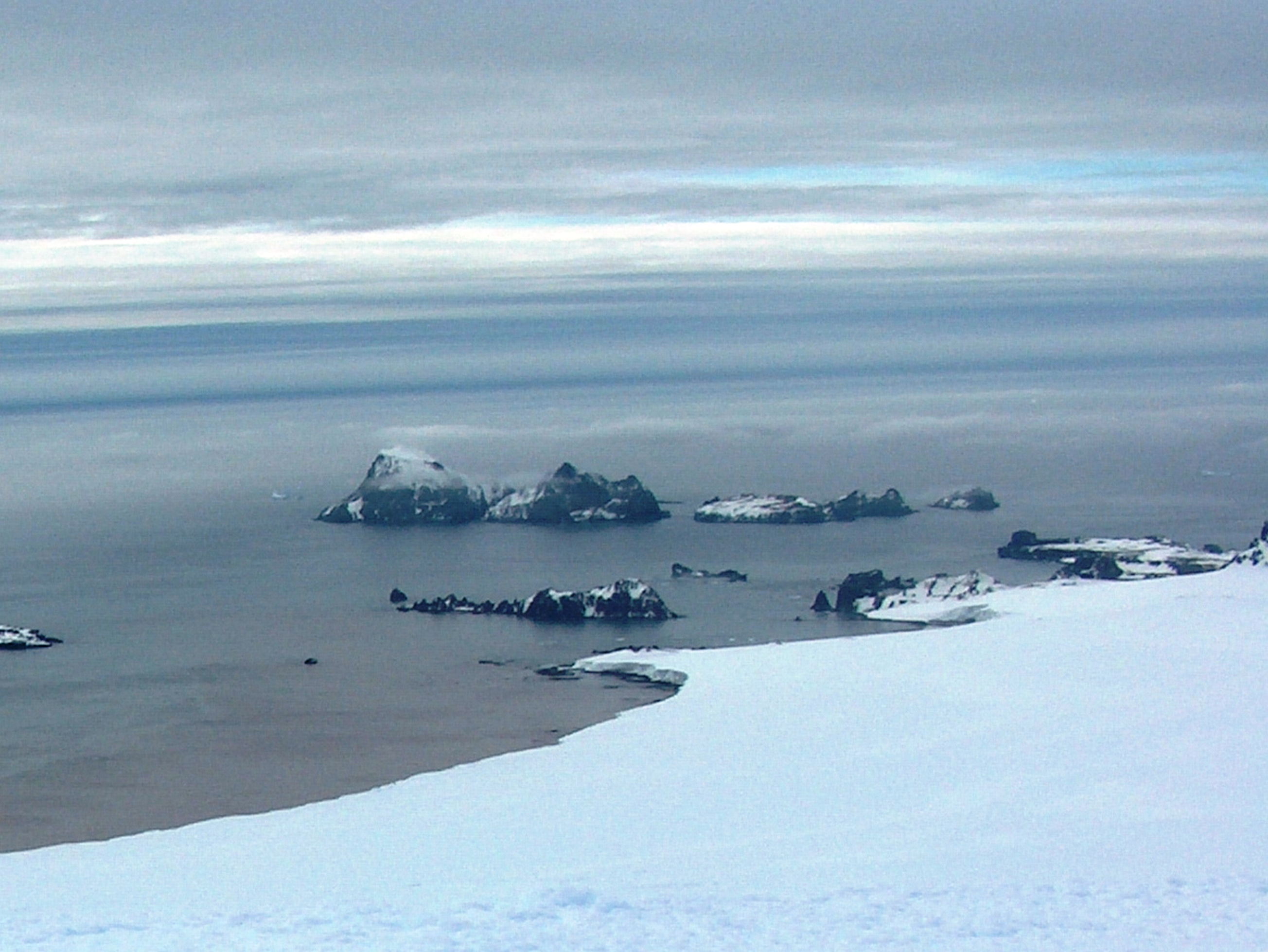

法納戈里亞島是南極洲的島嶼，屬於澤德群島的一部分，長0.7公里、寬0.5公里，面積0.2平方公里，島上無人居住，該島嶼受南極條約管治。

## 外部連結
- Phanagoria Island. （页面存档备份，存于）